# Principauté épiscopale d'Osnabrück
Cet article concerne l'ancienne principauté épiscopale d'Osnabrück . Pour l'évêché catholique sur le plan spirituel, voir Diocèse d'Osnabrück.
1225–1803
Entités précédentes :
- Duché de Saxe

Entités suivantes :
- Électorat de Brunswick-Lunebourg

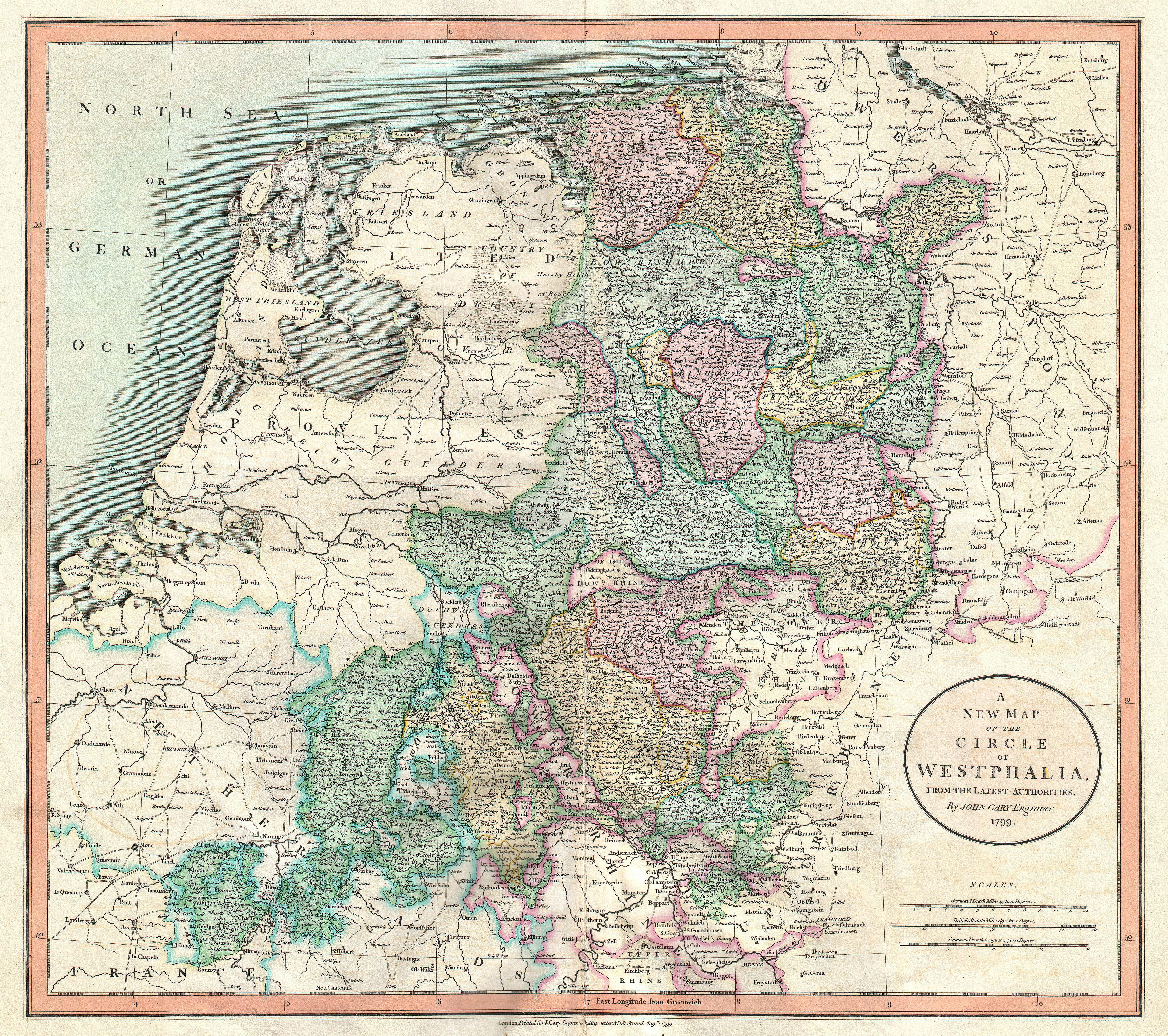
La principauté épiscopale d'Osnabrück (en rose) dans le cercle du Bas-Rhin-Westphalie.

La principauté épiscopale d'Osnabrück (en allemand : Fürstbistum Osnabrück) ou évêché d'Osnabrück (en latin : Osnabrugensis Episcopatus) était une principauté ecclésiastique du Saint-Empire romain germanique.
Il était entouré de la principauté épiscopale de Münster, du comté de Diepholz, de la principauté épiscopale de Minden, du comté de Ravensberg, du haut-évêché de Münster, du comté de Tecklenburg, du bas-comté de Lingen, de l'abbaye de Schale et du haut-comté de Lingen.

## Moyen Âge
Le diocèse d'Osnabrück est érigé par Charlemagne, en 772 ou 783 selon les sources, pour la christianisation des Saxons. Au XIIe siècle, l'évêque étend progressivement sa juridiction temporelle sur l'ensemble du Gau (pagus). En 1236, il hérite du comté de Tecklembourg. Vers la fin du XIVe siècle, la principauté atteint sa taille définitive. Elle comprend les bailliages de Fürstenau, Iburg, Grönenberg, Vörden, Wittlage (Bad Essen), Hunteburg (Bohmte), Reckenberg (arrondissement de Gütersloh) et la ville d'Osnabrück, dotée d'une large autonomie. Le siège épiscopal est généralement attribué à des membres des grandes familles seigneuriales comme Henri III de Holstein-Rendsbourg (de 1402 à 1410) et Éric II de Brunswick-Grubenhagen (de 1508 à 1532).

## Époque moderne
En 1543, le prince-évêque Franz von Waldeck se convertit à la confession d'Augsbourg. Du fait de l'alternance d'évêques catholiques et luthériens, Osnabrück est une des rares principautés du Saint Empire à échapper au principe Cujus regio, ejus religio. 
Pendant la guerre de Trente Ans (1618-1648), la principauté est envahie à tour de rôle par les troupes impériales de la Ligue catholique, par celles des princes luthériens de l'Union protestante, par le Danemark et par la Suède. Le cardinal-évêque Eitel Friedrich von Hohenzollern-Sigmaringen tente d'y faire appliquer l'Édit de restitution rétablissant la prépondérance catholique mais les traités de Westphalie, en 1648, rétablissent l'équilibre entre les deux confessions. Par l'article 13 du traité d'Osnabrück (Instrumentum Pacis Osnabrugensis), signé le 24 octobre 1648, la maison ducale de Brunswick-Lunebourg renonce aux coadjutories sur les archevêchés de Magdebourg et de Brême-Hambourg et sur les évêchés d'Halberstadt et de Ratzebourg. En contrepartie, elle obtient la succession alternative entre les évêques catholiques et ceux de la confession d'Augsbourg. Par la Capitulation perpétuelle (Capitulatio perpetua osnabrugensis) de 1650, il est établi que la principauté sera gouvernée en alternance par un évêque catholique élu par le chapitre, assisté par un administrateur ecclésiastique luthérien, et par un évêque luthérien choisi dans la maison de Brunswick-Lunebourg, les fonctions ecclésiastiques catholiques étant assurées par l'archevêque de Cologne.
Pendant la guerre de Sept Ans (1756-1763), Clément-Auguste de Bavière, qui cumule les fonctions de prince-archevêque de Cologne et de prince-évêque d'Osnabrück et de Münster, est allié de l'empereur et de la France contre Frédéric II de Prusse. La principauté d'Osnabrück fournit 800 hommes à l'armée du Saint-Empire. Elle est occupée à tour de rôle par les Français et par les Brunswickois, alliés de Frédéric II.
Le dernier prince-évêque est Frédéric Auguste d'York, fils cadet du roi George III du Royaume-Uni. Né en 1763, il est désigné en 1764 mais n'est intronisé que le 29 octobre 1802. Six jours plus tard, il renonce à sa principauté qui est rattachée en union personnelle à l'électorat de Hanovre (Brunswick-Lunebourg), sous la couronne de son père George III. Par le recès d'Empire du 25 février 1803, l'évêché est sécularisé et son territoire incorporé au Hanovre. En 1806, Napoléon le cède au royaume de Prusse puis, après sa victoire sur la Prusse en 1807, le rattache au royaume de Westphalie dont il donne la couronne à son frère Jérôme Bonaparte. En 1815, le traité de Vienne l'attribue au royaume de Hanovre, en union personnelle avec la couronne britannique.

## Princes-évêques de 1627 à 1802
- 1627-1661 : Franz Wilhelm von Wartenberg[1] (catholique)
- 1662-1698 : Ernest-Auguste de Brunswick-Lunebourg[2] (protestant)
- 1698-1715 : Charles-Joseph de Lorraine[3] (catholique)
- 1715-1728 : Ernest-Auguste de Brunswick-Lunebourg (protestant[4])
- 1728-1761 : Clément-Auguste de Bavière[5] (catholique)
- 1764-1802 : Frédéric duc d'York et d'Albany[6] (protestant)